# Liste von FKK-Zeitschriften

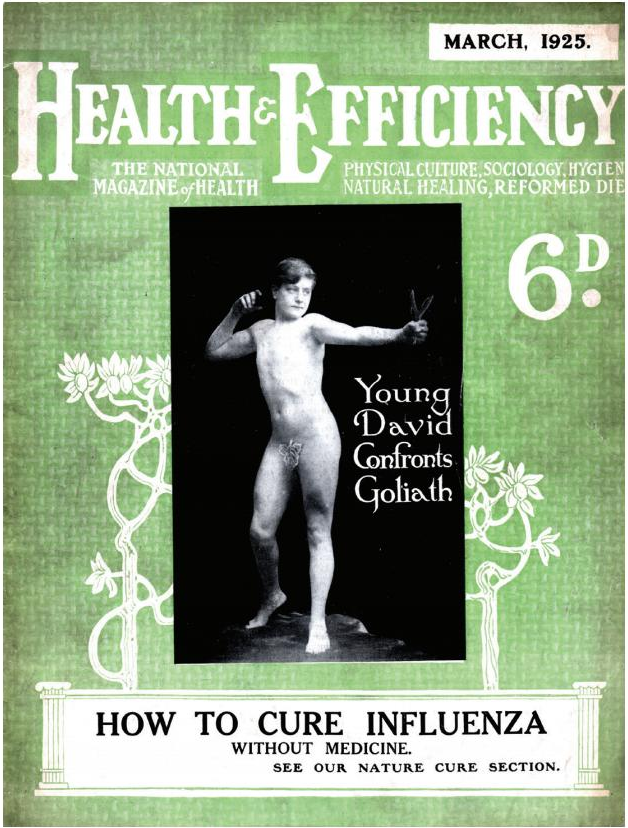
Titelblatt einer Ausgabe von Health and efficiency (dt. Sonnen Fans) von 1925

Im deutschen Sprachraum entstanden Anfang des 20. Jahrhunderts diverse FKK-Zeitschriften.Dem Inhalt nach sollten sie der Förderung der Freikörperkultur dienen, die insbesondere auch die Volksgesundheit in den Vordergrund stellte, etwa durch den bewussten Verzicht auf Alkohol, Tabakprodukte und Fleisch. Vielerorts dürften allerdings insbesondere die enthaltenen, für damalige Verhältnisse qualitativ hochstehenden, freizügigen Bilder den Verkauf angekurbelt haben. In vielen der Publikationen konnte man dann auch drei Schichten erkennen: Redaktionelle Texte, die sich inhaltlich mit der Freikörperkultur und ihrer ursprünglichen Lehre auseinandersetzten (Freiheit, gesunde Ernährung, Verzicht auf Genussmittel wie Tabak oder Alkohol), die Aktbilder, sowie die Kleinanzeigen – wobei Kontaktanzeigen wohl der treffendere Ausdruck wäre.
Teilweise war bei diesen Zeitschriften das naturistische Ideal der Freikörperkultur nur ein Vorwand, um erotische Nacktphotographien insbesondere von Frauen oder Kindern zu präsentieren. 1996 wurden deswegen Ausgaben von Jung und frei und Sonnenfreunde von der Bundeszentrale für Kinder- und Jugendmedienschutz als jugendgefährdend indiziert.

## Listen

### Vor dem 2. Weltkrieg
- Der Robert-Laurer-Verlag, weltweit größter FKK-Verlag,[3] Egestorf druckte und vertrieb ab 1926 bis vermutlich 1933 diverse Lektüre, unter anderem:[4]

- - Die Freude – Monatshefte für freie Lebensgestaltung
  - Lachendes Leben – Zeitschrift für gesunde Weltanschauung; monatliche Illustrierte, deutschlandweit rund 42.000 Exemplare pro Ausgabe[5]
  - Licht-Land – Blätter für Körperkultur und Lebensform; zweiwöchentliches Blatt
  - Tempo – Magazin für Fortschritt und Kultur
  - Ideale Körperschönheit – Eine Sammlung ausgewählter künstlerischer Naturaufnahmen
- Das Lichtschulheim Lüneburger Land gab das Heft Soma ab 1929 heraus
- Die Schönheit – Monatsschrift für Kunst und Leben von Karl Vanselow, 1902/1903 bis 1931/1932

### Von den Nationalsozialisten instrumentiert
Nach der Machtübernahme versuchten die Nationalsozialisten zunächst, die Freikörperkultur zu unterbinden: „Eine der größten Gefahren für die deutsche Kultur und Sittlichkeit ist die sogenannte Nacktkulturbewegung“ stand in einem Runderlass für die preussischen Polizeibehörden. Es wurde jetzt nur noch ein Magazin herausgegeben, das mehrmals den Namen wechselte:
- Deutsche Freikörperkultur – Zeitschrift für Rassenpflege, naturgemäße Lebensweise und Leibesübungen – Offizielles Organ des Kampfringes für völkische Freikörperkultur, Verlag Emil Wernitz, Berlin, 1933–1934, Nationalsozialistisches Propagandablatt unter dem Deckmantel der Freikörperkultur[7]
- Gesetz und Freiheit (1934–1936)
- Deutsche Leibeszucht (1937–1943)

Trotz dieser grundsätzlichen Ablehnung der Freikörperkultur wurde im Jahr 1942 die „Polizeiverordnung zur Regelung des Badewesens“ von Wilhelm Frick erlassen, die das Nacktbaden explizit erlaubte, sofern es an Orten, die nicht allgemein einsehbar waren, praktiziert wurde. Sogar das gemischtgeschlechtliche Baden wurde ausdrücklich erlaubt.

### Nach dem 2. Weltkrieg
Die folgende Liste enthält die bekannten deutschsprachigen FKK-Zeitschriften, die nach dem Zweiten Weltkrieg (wieder) erschienen. Die meisten davon wurden vor Ende des 20. Jahrhunderts eingestellt.
| Name(n) | Erscheinungszeitraum           | Erscheinungsweise                       | Verlag                                                                             | Bemerkungen |
| --- | ------------------------------ | --------------------------------------- | ---------------------------------------------------------------------------------- | --- |
| FKK-Reisen / Der Naturist / FreiKörperKultur                                                               | 1952–                          | Monatlich                               | DFK                                                                                | Verbandszeitschrift des Deutschen Verbandes für Freikörperkultur (DFK) |
| Unser Leben in der FKK - Ausgewählte Beiträge zu Fragen der Lebensgestaltung im Sinne der Freikörperkultur | Oktober 1961-Dezember 1963     | Zweimonatlich                           | DFK                                                                                | Ableger der DFK-Verbandszeitschrift, später in diese integriert |
| Sonnenfreunde                                                                                              | ca. Oktober 1949-Dezember 1997 | Monatlich                               | Verschiedene                                                                       | Diverse Sonderhefte, die wegen sehr freizügiger Bilder (auch von Kindern) in die Kritik geraten waren                                                                           |
| Naturist + reisen / naturist & reisen                                                                      | 4/1997-4/5/1998                |                                         | Hanseatic-Verlag, später Berendt-Verlag                                            | |
| Sonnenstrahl / Helios                                                                                      | Oktober 1949-Mai 1970          | zunächst monatlich, später seltener     | Rudolf Zitzmann                                                                    | |
| EOS | September 1959–1969            | zunächst monatlich, später unregelmäßig | Eos-Verlag, später wegen Namensrechts-Streitigkeiten umbenannt in Neos-Verlag      | Diente dazu, die (zweideutigen) Kleinanzeigen aus dem Helios auszulagern, um dessen Ruf wiederherzustellen                                                                      |
| Der Sonnenmensch, Helios (in Österreich)                                                                   | Juli 1949–1974                 | monatlich oder öfter                    | Der Sonnenmensch, Linz                                                             | |
| Freies Leben (erste Serie)                                                                                 | 1949–1953                      | unregelmäßig                            | Verschiedene                                                                       | |
| Unser Dasein/Freies Leben (zweite Serie)                                                                   | 1949–1958/1959–1980            | unregelmäßig, später monatlich          | Zuerst verschiedene, ab Mitte 1950er-Jahre Rudolf Hofmann-Verlag                   | Freies Leben war eine klassische FKK-Zeitschrift, die gute Beziehungen mit dem DFK (und damit den „offiziellen“ Zielen der FKK) hatte, später reines Sexheft.                   |
| Der Naturist                                                                                               | 1958–1968                      | monatlich                               | Rudolf Pitrovsky, dann Rudolf Hofmann.                                             | Deutsche Ausgabe von Sol og Sundhed/Sun and Health |
| Naturist und Welt                                                                                          | 1968–1980                      | monatlich                               | Rudolf-Hofmann-Verlag                                                              | Unmittelbare Fortsetzung von der Naturist. Schwesterzeitschrift von Freies Leben, sich dem FKK widmend, nachdem jenes zum Sexheft geworden war.                                 |
| Paradies                                                                                                   | 1950–1968                      | monatlich                               | Paradies-Verlag, ab Nr 120 Rudolv-Hofmann-Verlag.                                  | |
| Lebensfreude                                                                                               | 1949- ca 1958                  | unregelmäßig                            | Zuerst Eigenverlag, dann Karl-Langhelm-Verlag                                      | Zeitweise deutsche Übersetzung von International Sun and Health |
| Mensch und Natur                                                                                           | 1949-ca 1950                   | monatlich                               | Zuerst Eigenverlag, dann Walter-Lehning-Verlag, schließlich Rudolf-Zitzmann-Verlag | Abgelöst durch Licht und Schönheit |
| Licht und Schönheit                                                                                        | 1950–1968                      | monatlich oder seltener                 | Walter-Lehning-Verlag                                                              | |
| Sonnige Welt                                                                                               | Dezember 1951, nur 7 Ausgaben  |                                         | Astra Verlag, ab Nr 6 Eigenverlag                                                  | |
| Olymp | 1950–1952                      | unregelmäßig                            | Olymp-Verlag                                                                       | Zuerst in Farbe, dann nur noch Schwarz-Weiss |
| Freikörperkultur-Taschenbücher                                                                             | 1951                           | vierzehntäglich                         | Olymp-Verlag                                                                       | Kein Taschenbuch, sondern dünnes Heftchen. Nur 4 Ausgaben. |
| die neue zeit                                                                                              | 1928–2001                      | wechselnd                               | die neue zeit                                                                      | Die einzige bekannte FKK-Zeitschrift, die vom Krieg praktisch unbehelligt blieb. Da sie in der Schweiz erschien, hat sie die größte Kontinuität aller Einträge in dieser Liste. |
| Solis | 1956/1957–1960                 | monatlich                               | Wahrscheinlich in Basel oder Birsfelden, später in Kopenhagen                      | Dieses ebenfalls in der Schweiz erschienene Heft war zwar genauso bieder wie die anderen Hefte, machte aber ein großes Geheimnis um Redaktion und Autoren                       |
| Humana | 1966–1972                      | monatlich, lückenhaft                   | Horst Schroeder Verlag                                                             | |
| Sonnen Fans                                                                                                | 1975–1996                      | kompliziert                             | diverse                                                                            | Deutsche Ausgabe von Health and Efficiency, mit diversen unterschiedlich benannten Sonderheften.                                                                                |
| Sonne und Leben                                                                                            | 1978–1979                      | zweimonatlich                           | Nature Editions                                                                    | Deutsche Ausgabe von la vie au soleil. |